# Аксиоматика Александрова
Аксиоматика Александрова — система аксиом Евклидовой геометрии, предложенная Александром Даниловичем Александровым.
Эта аксиоматика частично использовалась в учебнике по геометрии написанного Александровым совместно с Алексеем Леонидовичем Вернером и Валерием Идельевичем Рыжиком.

## Аксиомы

### Основные объекты
- точки; обозначаются,  обычно: A, B, и т. п.
- отрезки; обозначаются,  обычно: a, b, и т. п.

### Основные отношения
- Точка служит концом отрезка;
- Точка лежит на отрезке (или, как ещё говорят, лежит внутри отрезка);
- Два отрезка равны друг другу (или, что равносильно, один отрезок равен другому).
- Отрезок {\displaystyle a} содержится в отрезке {\displaystyle b} (в записи: {\displaystyle a\subset b}), если все его точки являются также точками отрезка {\displaystyle b}.
- Отрезки {\displaystyle a}, {\displaystyle b} образуют отрезок c (в записи: {\displaystyle a\cup b=c}), если они содержатся в {\displaystyle c} и у {\displaystyle c} нет точек, не принадлежащих им.
- Отрезок {\displaystyle a} отложен вдоль отрезка {\displaystyle b} от его конца {\displaystyle A}, если у этих отрезков есть общий конец {\displaystyle A} и один содержится в другом.
- Два отрезка пересекаются, если на них есть единственная общая точка.

### Линейные аксиомы

#### Аксиомы связи
- (аксиома существования). Существует хотя бы один отрезок; у каждого отрезка есть два и только два конца; кроме того отрезок содержит другие точки: точки, лежащие на отрезке.
- (аксиома проведения отрезка). Любые две точки можно соединить отрезком и притом только одним.
- (аксиома деления отрезка). Всякая точка, лежащая на отрезке, делит его на два отрезка, т. е. если С на АВ, то отрезки АС, ВС образуют вместе отрезок АВ и не имеют общих точек кроме С.
- (аксиома соединения отрезков). Если точка С лежит на отрезке АВ, а В на CD, то отрезки АВ,CD образуют отрезок AD.

#### Аксиомы равенства
- (аксиома откладывания отрезка). При любых двух отрезках АВ, MN существует и притом единственный отрезок АС, равный MN и налегающий на АВ.
- (аксиома сравнения). Два отрезка, равные одному и тому же отрезку, равны друг другу.
- (аксиома сложения). Если С на АВ, С' на A'B' и АС = А'С' и ВС = В'С' то AB = A'B'.
- (аксиома Архимеда). При любых данных отрезках a, b = АВ существует содержащий АВ отрезок {\displaystyle AA_{n}}, на котором есть такие точки {\displaystyle A_{1},\dots ,A_{n}}, что 
{\displaystyle AA_{1}=A_{1}A_{2}=\dots =A_{n-1}A_{n}=a}.

#### Аксиома непрерывности
- Если имеется бесконечная последовательность вложенных отрезков, т. е. если {\displaystyle a_{1}\supset a_{2}\supset \dots } то существует точка, общая всем этим отрезкам.

### Плоскостные аксиомы
Точки CD лежат с одной стороны от а, если отрезок CD не пересекает никакого отрезка, содержащего а.
Точки А, В лежат с разных сторон от а, если напротив, отрезок АВ пересекает какой-либо отрезок, содержащий а.
- (аксиома деления плоскости). По отношению к каждому данному отрезку а все точки, не лежащие ни на каком отрезке, содержащем а, делятся на два класса — в один класс входят точки, лежащие с одной стороны от а, а в другой точки, лежащие с другой стороны от а, причем в каждом классе есть точки.

Угол — это пара отрезков с общим концом, эти отрезки — стороны угла, их общий конец — вершина угла.
Если при этом каждый из отрезков лежит целиком с одной стороны от другого, т.е. все его точки, кроме общего конца, лежат с одной стороны то угол, образованный отрезками, называется настоящим.
Поперечиной угла мы называем отрезок с концами на сторонах угла. 
Поперечины А В, А'В' углов О, O' соответственные, если ОА = O'A', OB = O'B'.
Углы равны, если у них есть равные соответственные поперечины.
- (аксиома откладывания угла). От каждого отрезка по данную сторону от него, от данного его конца можно отложить угол, равный данному (настоящему) углу. При этом можно пользоваться любой поперечиной и угол будет всегда один и тот же.

Два угла называются смежными, если у них одна сторона общая, а другие образуют вместе один отрезок не налегая друг на друга.
Угол равный своему смежному, называется прямым.
- (аксиома параллельных отрезков) Если отрезки AC, BD равны и идут в одну сторону от отрезка АВ под прямым углом, то CD = АВ.